# Humanistische Vereinigung
Die Humanistische Vereinigung (HV) ist eine Kultur- und Interessenorganisation sowie eine freie Trägerin der Bildung und Wohlfahrtspflege in Deutschland, die sich in diversen organisatorischen Konstellationen auf eine über 150-jährige Geschichte beruft. 
Sie ist als Weltanschauungsgemeinschaft und Interessenvertretung nicht-religiöser Menschen staatlich anerkannt. Ihre Rechtsform ist die einer Körperschaft des öffentlichen Rechts. Sitz der Hauptgeschäftsstelle ist Nürnberg. In Berlin, Dresden, Hamburg, Hannover und Oldenburg werden weitere Büros für die Koordination der regionalen Aktivitäten sowie im Rahmen der internationalen Organisation unterhalten. Die Körperschaft hatte im Jahr 2021 laut Eigenangaben 2.225 Mitglieder, die Zahl der ordentlichen Mitglieder ist unbekannt.
Die Humanistische Vereinigung ist Mitglied im Landesverband Bayern des Paritätischen Wohlfahrtsverbands, den Humanists International und war Mitglied der inzwischen untergegangenen Europäischen Humanistischen Föderation.

## Tätigkeitsbereiche

### Soziale Trägerschaft und Jugendarbeit
Die Humanistische Vereinigung und ihre Tochtergesellschaft, das Humanistische Sozialwerk Bayern, sind Trägerin von derzeit 20 Kindertagesstätten mit über 1.000 Betreuungsplätzen in Nürnberg, Fürth, Erlangen, Regensburg und München. Sie betreibt außerdem die private Humanistische Grundschule Fürth mit integriertem Hort. Die Organisation ist in der Kinder-, Jugend- und Seniorenarbeit aktiv, sie betreibt eine Einrichtung für Studierendenwohnen und mit dem Jurahof in Schmidtstadt/Etzelwang eine heilpädagogische Wohngruppe für Kinder und Jugendliche. Mit dem Fürther Hospizverein plant die Humanistische Vereinigung gegenwärtig den Bau eines stationären Hospizes, in Nürnberg und Fürth hat die Vereinigung zudem einen festen Sitz im Jugendhilfeausschuss. Mit dem Social Seafarer's Service Oldenburg nahm 2021 ein Seelsorgedienst für Seeleute in Trägerschaft der Humanistischen Vereinigung seine Arbeit auf.

### Lebenshilfe, Fest- und Feierkultur

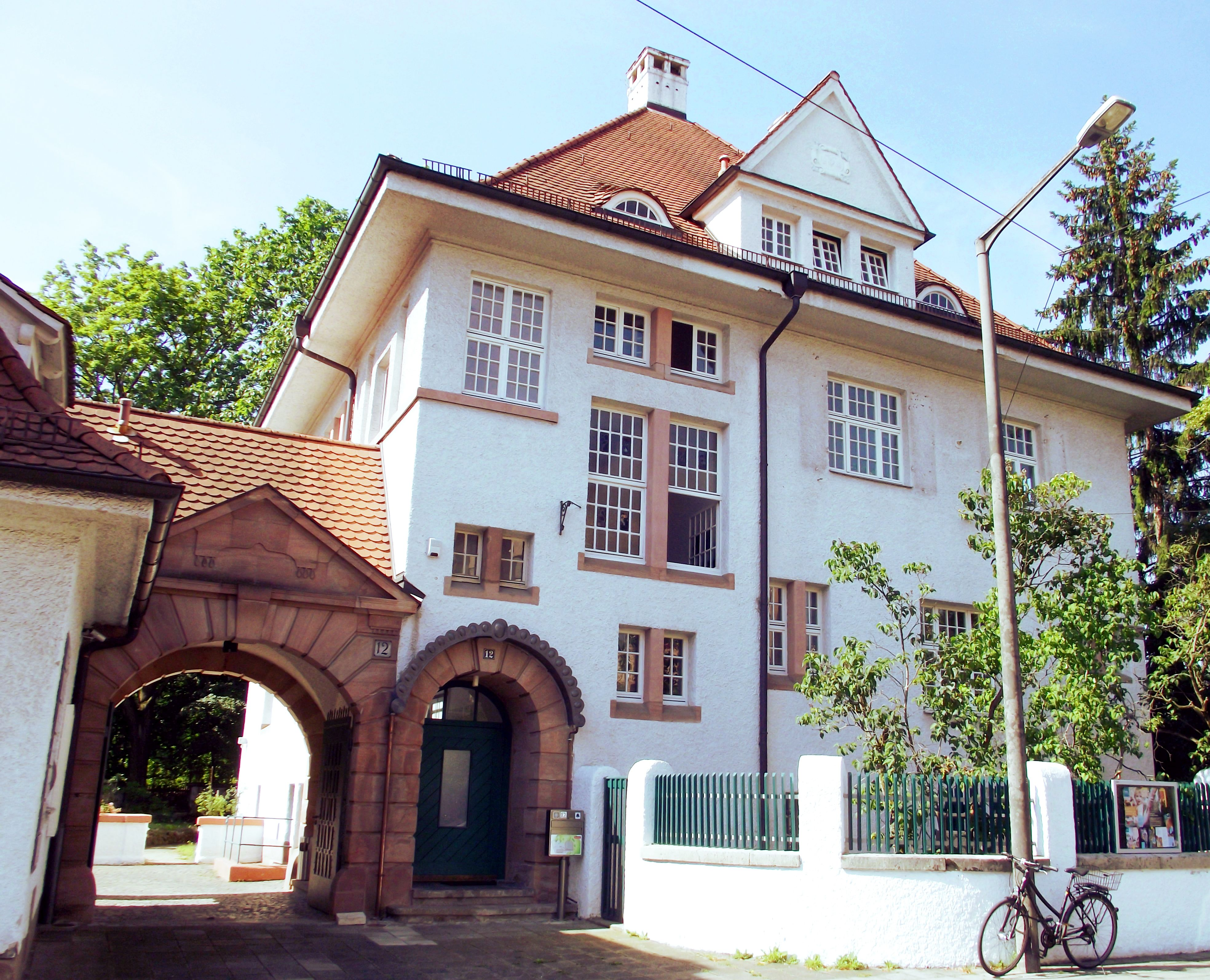
HV-Hauptgeschäftsstelle

Die Humanistische Vereinigung ist auch Weltanschauungsgemeinschaft und Mitgliederverband. Auf der Grundlage humanistischer Ethik und Moral bietet sie Unterstützungs- und Beratungsangebote zur praktischen Lebenshilfe an (z. B. medizinethische Beratung, Beratung zur Patientenverfügung für Mitglieder) und richtet Kultur- und Bildungsveranstaltungen zu geschichtlichen, philosophischen und wissenschaftlichen Themen aus. Ebenso gepflegt wird eine humanistische Fest- und Feierkultur, die von der Namensfeier über die Jugendfeier, die humanistische Hochzeitsfeier bis hin zur weltlichen Bestattungsrede reicht.

### Wissenschaftsvermittlung
Über eine Tochtergesellschaft betätigt sich die Humanistische Vereinigung in der Wissenschaftsvermittlung: Die philoscience gGmbH organisiert Fortbildungen, Veranstaltungen und wissenschaftspädagogische Angebote. In einem alten Stadtmauerturm betreibt sie den Turm der Sinne mit einer wissenschaftspädagogischen Erlebnisausstellung. In Berlin wurde im Frühjahr 2021 mit dem Disgusting Food Museum Berlin die bisher größte wissenschaftspädagogische Einrichtung der philoscience eröffnet.

### Interessenvertretung
Die Humanistische Vereinigung setzt sich für die Rechte nichtreligiöser Menschen und für deren Gleichbehandlung ein. Sie berät bei Fällen von weltanschaulicher Diskriminierung, leistet politische Lobbyarbeit und setzt sich derzeit für die Einführung humanistischen Schulunterrichts ein.

### HumanistenTag
Seit 2015 richtete die HV über ihre Deutscher HumanistenTag gGmbH mehrere Großveranstaltungen aus, so etwa den Deutschen Humanistentag 2017 in der Nürnberger Meistersingerhalle und, anlässlich des 70. Jubiläums der Allgemeinen Erklärung der Menschenrechte, den Humanistentag 2018 Nürnberg. Der HumanistenTag 2020 sollte vom 12. bis 14. Juni stattfinden, wurde aber wegen der COVID-19-Pandemie verschoben.

### Medien
Publizistisch und verlegerisch ist die HV über die Humanistische Medien, eine Anstalt des öffentlichen Rechts, aktiv. Dort erschien u. a. das Verbandsmagazin humanistisch! und der 2020 in zweiter Auflage erschienene Bericht Gläserne Wände zur Benachteiligung nichtreligiöser Menschen in Deutschland.

## Struktur
Höchstes Gremium der Humanistischen Vereinigung ist die Mitgliederversammlung, diese wählt im Abstand von zwei Jahren das ehrenamtliche Präsidium, Präsident ist derzeit Sebastian Rothlauf. Vorstand ist seit 2011 Michael Bauer.
Die Humanistische Vereinigung ist Verwalterin der Stiftung Weltlicher Humanismus und alleinige Gesellschafterin der philoscience gGmbH. Eine weitere Tochter der Organisation ist das Humanistische Sozialwerk Bayern (HSW Bayern), das vier Kindertagesstätten betreibt. Als Studien- und Bildungswerk fungiert die Humanistische Akademie Bayern.

## Geschichte
Die Humanistische Vereinigung hat ihre Wurzeln im freigeistigen Nürnberg des 19. Jahrhunderts. Im Jahr 1848 wurde hier eine „frei-christliche Gemeinde“ im Sinne der Reformbestrebungen des Geistlichen Johannes Ronge gegründet. Die Gemeinde unterhielt zwei Kindergärten, eine Schule sowie eine Sozialstation, wurde 1852 allerdings zwangsaufgelöst. Als „Freireligiöse Gemeinde“ wurde sie 1859 wiederhergestellt. Zu den bekanntesten Mitgliedern zählten im 19. Jahrhundert der Theologe Carl Scholl und der Philosoph Ludwig Feuerbach, der auf dem Nürnberger Rechenberg lebte und dem heute dort ein „Philosophenweg“ gewidmet ist. In der Weimarer Republik erreichte die Mitgliederzahl des Bundes für Geistesfreiheit (bfg), wie die Gemeinde seit 1927 hieß, etliche tausend Menschen. Ebenfalls 1927 wurde ihr der Status einer Körperschaft des öffentlichen Rechts zuerkannt.
Mit der Machtübernahme der Nationalsozialisten wurde der mehrheitlich sozialdemokratisch orientierte bfg verboten und zerschlagen. Sein Vorsitzender, Richard Schramm, wurde im KZ Dachau inhaftiert. Nach dem Krieg wurde der Bund für Geistesfreiheit wieder gegründet. Der Kirchenkritiker Karlheinz Deschner wurde 1994 zum Ehrenmitglied ernannt. Die Eröffnung des ersten Humanistischen Kindergartens im Stadtteil Mögeldorf 1994 markiert laut Eigenaussage den Beginn der verstärkten Hinwendung zu einem „praktischen Humanismus“. 1997 erfolgte die Umbenennung in Humanistischer Verband Deutschlands – HVD-Nürnberg und im Oktober 2011 in HVD Bayern. Dieser Verband nahm zum 1. Juli 2019 eine Umbenennung in Humanistische Vereinigung vor und jene trat zum 31. Dezember 2019 aus dem HVD Bundesverband aus. 2020 fand eine erneute Gründung des HVD Bayern statt.